# Julia Sugawara
Pas d'image ? Cliquez ici

a Compétitions nationales et continentales officielles uniquement.

b Matchs officiels uniquement.
Dernière mise à jour le 10 août 2014.
Julia Sugawara, née le 27 novembre 1982, est une joueuse canadienne de rugby à XV, occupant le poste de demi de mêlée en club avec le Burnaby Lake Rugby Club, en province avec la Colombie-Britannique et en équipe nationale.

## Biographie
Elle est née et élevée en Colombie-Britannique. Elle est diplômée de l'Université Trinity Western, Sugawara a travaillé comme aide-enseignante pour des enfants nécessitant des besoins spéciaux et continus dans l'enseignement privé. En 2009-2010, elle rejoint le club anglais des Saracens mais elle continue son métier. De retour au Canada, elle entraîne également des filles et arbitre des matchs.
Pour sa promotion du rugby, elle reçoit le prix Colette McAuley en 2011.
Elle a fait ses débuts internationaux avec leCanada en 2004 contre la Nouvelle-Zélande.
Elle est retenue pour la Coupe du monde féminine de rugby à XV 2006 comme titulaire du poste de demi de mêlée, elle dispute cinq rencontres. Le Canada termine demi-finaliste de l'édition, quatrième.
Elle dispute la Coupe du monde féminine de rugby à XV 2010, elle joue à chaque match. Elle est toujours titulaire derrière la mêlée; le Canada termine sixième de l'édition.
Elle est retenue pour la Coupe du monde féminine de rugby à XV 2014, elle dispute une rencontre comme remplaçante entrée en jeu.

## Palmarès
(au 02.08.2014)
- x sélections avec le Canada
- Participations à la Coupe du monde féminine de rugby à XV 2006, 2010, 2014.